# Sergi Amengual
Amengual i Miralles est un nom catalan. Le premier nom de famille, paternel, est Amengual ; le second, maternel, souvent omis, est Miralles ; les deux sont fréquemment liés par la conjonction « i ».
Sergi Amengual Miralles, né le 21 juillet 2003, est un coureur cycliste espagnol. Il participe à des compétitions sur route et sur piste.

## Biographie
Sergi Amengual est originaire de Montuïri, une commune située sur l'île de Majorque. Après s'être essayé à divers sports, il commence le cyclisme à l'âge de neuf ans. Il prend sa première licence à dix ans dans un club de Sineu. 
En 2021, il se classe deuxième du keirin et de la poursuite par équipes aux championnats d'Espagne sur piste juniors (moins de 19 ans). Il représente également l'Espagne aux championnats d'Europe juniors, où il prend la onzième place du keirin. 
En 2022, il devient champion d'Espagne de poursuite par équipes, aux côtés de Xavier Cañellas et des frères Francesc et Joan Martí Bennassar. Il s'impose par ailleurs à deux reprises dans des épreuves régionales sur route aux îles Baléares, sous les couleurs du club Arabay. 
Lors de la saison 2023, il décroche de nouveau l'or dans la poursuite par équipes aux championnats d'Espagne. Il termine aussi deuxième de la course scratch, et remporte à cette occasion le titre dans la catégorie des espoirs (moins de 23 ans).

## Palmarès sur piste

### Championnats nationaux
- 2021
  - 2e du championnat d'Espagne du keirin juniors
  - 2e du championnat d'Espagne de poursuite par équipes juniors
- 2022
  -  Champion d'Espagne de poursuite par équipes
- 2023
  -  Champion d'Espagne de poursuite par équipes
  -  Champion d'Espagne du scratch espoirs
  - 2e du championnat d'Espagne du scratch
- 2024
  -  Champion d'Espagne de poursuite par équipes

## Palmarès sur route
- 2021
  - Memorial Vallespir y Zuzama
- 2022
  - Trofeu La Vileta
  - Gran Premi Gual-Company
- 2023
  - Trofeu San Roc
- 2024
  - Trofeu La Vileta
- 2025
  - Trofeu Miquel Mas